# Metastabilno stanje
Metastabilno stanje je fizikalno stanje u kojem sustav ima veću energiju nego u stabilnom stanju, ali u koje je doveden dovoljno pažljivo da još nije postao nestabilan. Na primjer staklo bi se pod normalnim uvjetima trebalo kristalizirati, ali dugo vremena ostaje kruta tekućina velike viskoznosti. Ako se ono pri proizvodnji naglo hladi, stvorena naprezanja uzrokuju na početku procesa sređivanja strukture pucanje stakla već nakon kraćeg vremena. 
U atomskoj fizici, metastabilno stanje je pobuđeno stanje u kojem se atom zadržava puno dulje nego u većini pobuđenih stanja. 
U nuklearnoj fizici, metastabilno stanje je pobuđeno stanje jezgre atoma iz kojeg jezgra ne može odmah prijeći u osnovno stanje s manjom energijom, odnosno gdje je vjerojatnost takva prijelaza vrlo malena.